# Kampf um Endor

Das Logo von Star-Wars

Kampf um Endor (Originaltitel: Ewoks: The Battle for Endor, alternativ Star Wars: Ewok Adventures – The Battle for Endor), auch bekannt als Star Wars: Ewoks – Kampf um Endor, ist ein US-amerikanischer Science-Fiction/Fantasy-Spielfilm aus dem Jahr 1985 unter der Regie von Jim Wheat und Ken Wheat. Die Fernsehpremiere in den USA war 1985, der Kinostart in Deutschland 1986. Nach dem großen Erfolg von Die Ewoks – Karawane der Tapferen beschloss George Lucas einen zweiten Teil zu produzieren. Außerdem sollte die Hauptperson das gleiche Alter haben wie seine Tochter Amanda. Somit dreht sich der Film um „Cindel Towani“.

## Handlung
Ohne konkreten Bezug zur Handlung der Star-Wars-Kernsaga, spielt der Film irgendwann zwischen Das Imperium schlägt zurück und Die Rückkehr der Jedi-Ritter auf dem Waldmond Endor, auf dem auch zu Teilen die Handlung von Die Rückkehr der Jedi-Ritter angesiedelt ist. Die Handlung findet nach den Geschehnissen von Die Ewoks statt und führt die Ereignisse der Vorgeschichte (Star Wars: Ewoks – Die Karawane der Tapferen) zirka  sechs Monate später fort:
Zirka sechs Monate sind vergangen seit dem Vorfall mit Gorax (siehe Die Ewoks – Karawane der Tapferen). Wicket W. Warrick hat mit Cindels Hilfe recht gut die Sprache der Familie Towani gelernt. Die Reparaturen am Raumschiff, mit dem die Familie Towani bald wieder nach Hause fliegen will, sind auch schon fast fertig. Während Jeremitt Towani (Vater von Mace und Cindel) gerade am Raumschiff mit Reparaturen beschäftigt ist, wird das Dorf der Ewoks von Marodeuren, angegriffen, die eigentlich vom Planeten Sanyassa kommen und ebenfalls auf Endor eine Bruchlandung machten. Bei dem Angriff kommen viele Ewoks und Catarine und Mace Towani ums Leben. Terak, der Anführer der Marodeure, und seine rechte Hand, die Hexe Charal, verlangen von Jeremitt Towani die „Macht“, eine Energiezelle des Sternenkreuzers. Terak nimmt sie an sich und tötet daraufhin Jeremitt. Cindel hat nun ihre ganze Familie verloren und wird zusammen mit Wicket W. Warrick und den anderen Ewoks als Gefangene zum Burgschloss der Marodeure gebracht.
Wicket W. Warrick und Cindel können jedoch der Gefangenschaft entkommen und werden dabei von zwei Marodeuren verfolgt. Wicket und Cindel verstecken sich deshalb in einer Höhle bei einem nahe liegenden Berg, deren Eingang durch die Marodeure zugeschüttet wurde. Am anderen Ende der Höhle befindet sich der Ausgang hoch oben auf dem Berg. Um von dort wieder nach unten zu gelangen, baut Wicket einen Hängegleiter. Jedoch greift auf einmal ein Drache an, der sich wohl in seiner Höhle gestört fühlt, und fliegt mit Cindel in seinen Greifarmen aus der Höhle hinaus. Wicket verfolgt die beiden per Hängegleiter und rettet Cindel, dabei stürzen sie jedoch in den Wald unter ihnen ab.
Am nächsten Morgen treffen sie auf Teek, eine rasend schnelle Kreatur, die auf Endor zuhause ist. Teek bringt die beiden in eine Hütte, wo der Mensch Noa Briqualon allein lebt, der ebenfalls auf Endor gestrandet ist. Am Anfang ist Noa noch sehr griesgrämig und will die beiden nicht bei sich haben. Anscheinend hat er Angst, Freundschaften zu schließen und sie dann wieder zu verlieren, da ihm das in der Vergangenheit schon passiert ist. Noa und sein Freund Salak sind vor Jahren auf dem Planeten mit ihrem Raumschiff abgestürzt. Dabei ist der Kristall für den Antrieb (gleich der von Terak gestohlenen Energiezelle) zerstört worden. Salak machte sich auf die Suche nach einem neuen, kam aber nie wieder zurück. Nach einiger Gewöhnzeit freundet sich Noa mit Wicket und Cindel an und wird sogar eine Art „Vaterfigur“ für sie.
Im Schloss der Marodeure versucht die Hexe Charal, die „Macht“ der Energiezelle zu ergründen, jedoch ohne Erfolg. Terak befiehlt Charal, nach Cindel zu suchen. Er hofft, dass diese die „Macht“ kennt und weiß, wie man sie gebraucht. Tatsächlich gelingt es Charal, die in Gestalt eines Raben die Verfolgung von Cindel und Wicket aufgenommen hat, durch eine List, als Fee getarnt, Cindel zu entführen. Aber natürlich weiß Cindel nicht, wie man die „Macht“ aktiviert, und so werden sie und Charal zusammen mit den anderen Ewoks eingesperrt. In der Gefängniszelle zeigt Charal ein Skelett in einer Zelle und erzählt Cindel, dass es Noas Freund Salak war, der von der „Macht“ gesprochen hat, die in den Energiezellen steckt. Da Salak die „Macht“ nicht verriet, wurde er von Terak getötet.
Noa, Wicket und Teek machen sich auf den Weg zur Burg der Marodeure, um Cindel und die anderen Ewoks zu befreien. Sie schaffen es, sich in die Burg zu schleichen und Cindel und die Ewoks aus den Zellen zu befreien. Ein Marodeur bemerkt dies jedoch und schlägt Alarm, woraufhin sich die anderen Marodeure zum Zellenblock aufmachen. Cindel erwähnt das Schicksal von Salak und veranlasst Noa, die gestohlene Energiezelle des Raumschiffs ihrer Eltern mitzunehmen. Die Marodeure verfolgen die Flüchtlinge, die zum Raumschiff von Noa rennen. Während eine Schlacht zwischen Ewoks und Marodeuren stattfindet, versucht Noa nach Einbau der Energiezelle, das Raumschiff zu aktivieren. Es gelingt schließlich, und mit Hilfe der Bordlaserkanonen werden die Marodeure geschlagen. Doch Cindel wird von Terak gefangen. Der verlangt nun die Energiezelle für die Freiheit von Cindel. Als Noa die Energiezelle auf den Waldboden legt und Terak Cindel freilässt, kommt es zum Kampf zwischen Noa und Terak, den Noa mit Hilfe von Wicket gewinnt. Nach dem Sieg nehmen Noa und Cindel Abschied von Endor und seinen Bewohnern und fliegen mit dem reparierten Sternenkreuzer davon. Die Hexe Charal muss für immer ein Rabe bleiben.

## Technik und Effekte
Die Effekte im Film stammen von Industrial Light & Magic. Es wurde bei dem Film mit aufwendiger Stop-Motion-Animation gearbeitet, da die Go-Motion-Animation zu teuer für dieses Projekt war. Phil Tippett und John Berg (Oscarpreisträger) waren für die Stop-Motion-Effekte verantwortlich, unter anderem haben sie die Condor-Drachen, die Blurrgs und die Boar-Wölfe in den beiden Ewok-Filmen lebendig gemacht.

## Besetzung und Synchronisation
| Rolle                  | Englisch              | Englisch         | dt. Synchronsprecher | dt. Synchronsprecher |
| Rolle                  | Darsteller            | Synchronsprecher | 1. Synchro           | 2. Synchro           |
| ---------------------- | --------------------- | ---------------- | -------------------- | -------------------- |
| Wicket W. Warrick      | Warwick Davis         | Darryl Henriques | Mogens von Gadow     | Santiago Ziesmer     |
| König Terak            | Carel Struycken       | Carel Struycken  | Gernot Duda          | Tilo Schmitz         |
| Jeremitt Towani        | Paul Gleason          | Paul Gleason     | Klaus Guth           | Stefan Gossler       |
| Noa Briqualon          | Wilford Brimley       | Wilford Brimley  | Günther Sauer        | Jürgen Kluckert      |
| Cindel Towani          | Aubree Miller         | Aubree Miller    | ?                    | Emily Hasper         |
| Mace Towani            | Eric Walker           | Eric Walker      | ?                    | Nicolás Artajo       |
| Hexe Charal            | Siân Phillips         | Siân Phillips    | Helga Trümper        | Regine Albrecht      |
| Junge Hexe Charal      | Marianne Horine       | Marianne Horine  | ?                    | Denise Gorzelanny    |
| Deej Warrick           | Daniel Frishman       | Sydney Walker    | Originalton          | Originalton          |
| Teek                   | Niki Botelho          | Mark Dodson      | Originalton          | Originalton          |
| Shodu Warrick          | Pam Grizz             | kein Text        | Originalton          | Originalton          |
| Widdle „Willy“ Warrick | Tony Cox              | kein Text        | Originalton          | Originalton          |
| Weechee Warrick        | Debbie Lee Carrington | kein Text        | Originalton          | Originalton          |

## Trivia
- Es war noch ein dritter Teil der Ewok-Filme in der Vorbereitung gewesen. Einige Schauspieler sollen sogar Verträge über drei Filme erhalten haben. Der dritte Film wurde jedoch nie verwirklicht.
- Cindel Towani wird später in den Büchern der Trilogie Die Schwarze Flotte nochmals kurz erwähnt: dort ist sie mittlerweile Reporterin.

## Veröffentlichungstermine
- Fernsehpremiere in den USA: 24. November 1985
- Kinostart in Deutschland: 6. November 1986
- Kauf-DVD: 23. November 2004
- Video-on-Demand auf Disney+: 2. April 2021 (englischsprachiger Raum), 18. Juni 2021 (deutschsprachiger Raum)

## Kritik
Kai Niemeyer schrieb in Abendzeitung: der „Dieser Fantasy-Film ist exakt aus jenem Stoff, der alle Kinder-Fantasie […] abtötet. Die bedauernswerten Opfer unter den Erwachsenen sind die Märchenerzähler, denen bei soviel Primitivität nur noch der Mund offenstehen bleibt.“